# Manuel Cárceles Sabater
Manuel Cárceles Sabater (Cartagena, 11 de marzo de 1850 - Madrid, 18 de julio de 1933) fue un escritor, médico y político español, uno de los principales impulsores de la Rebelión cantonal de 1873 en Cartagena.

## Biografía

### Rebelión cantonal
Cuando fue proclamada la Primera República Española en 1873, Manuel Cárceles era un estudiante de 23 años que cursaba Medicina por la Universidad Central de Madrid. A pesar de su corta edad, contaba con profundas convicciones federalistas –había presidido desde 1869 la Asociación de la Juventud Republicana y pertenecía a la corriente del Partido Republicano Democrático Federal denominada «intransigente»– y una gran habilidad como orador, que sumada a su itinerancia entre la capital del país y su ciudad natal, le brindaban la oportunidad de destacar en los círculos políticos. Así, poco después del fallido golpe de Estado auspiciado por los republicanos unitarios se encuentra a Cárceles pronunciando un discurso en la manifestación que el 27 de abril reclamaba la instauración inmediata de la república federal, insistiendo al mes siguiente en esta petición en otro mitin.
Ante estos hechos, no es extraño que al crearse en Madrid el Comité de Salud Pública que bajo la presidencia de Roque Barcia empezó a urdir la conspiración que debía derrocar el modelo centralista, uno de sus principales agentes en Cartagena era el estudiante Cárceles. Este recomendó a Barcia adelantar la insurrección, habida cuenta de la marcha anunciada de la ciudad de algunos barcos y regimientos que iban a ser útiles para la asonada, a lo que el cabecilla se negó. A pesar de ello, el 12 de julio tenía lugar la Rebelión cantonal en Cartagena, en el que el joven agitador participó al mando del grupo de Voluntarios de la República y civiles armados que ocupó el Ayuntamiento, las Puertas de San José y Muelle y la Casa de Telégrafos, en nombre de una Junta Revolucionaria local en la que se negó a desempeñar un puesto. Menor éxito tuvo encabezando el primer intento de conseguir que las tripulaciones de las naves ancladas en el puerto secundasen el movimiento, pues fue repelido por los oficiales, quienes conservaron la lealtad de sus subordinados hasta la llegada de Antonio Gálvez Arce.
Avanzada la revuelta, el 1 de agosto se hallaban navegando hacia Málaga las fragatas sublevadas Almansa y Vitoria tras el bombardeo de Almería, cuando en virtud del decreto del Gobierno Salmerón declarando piratas a los barcos rebeldes, el ironclad alemán Friedrich Carl las apresó. Manuel Cárceles se mostró partidario del uso de la fuerza para recuperarlas, y cuando la iniciativa en aquel sentido se frustró, evitó que fueran tomadas represalias contra los republicanos «benévolos» de Cartagena, a quienes la turba culpaba del decreto.
El revés no disminuyó la influencia del estudiante que, esta vez sí, accedió a ocupar un cargo de vocal y la secretaría de la Comisión de Marina en la Junta Soberana de Salvación Pública, recién constituida ante una situación de asedio en Cartagena y con los cantonales ya en retroceso. Así, desde este nuevo cometido, apoyó la propuesta de Eduardo Romero Germes por la que se facilitó a la Cruz Roja un barco de vapor para que acompañase a la escuadra cantonal en calidad de ambulancia marítima, siendo la primera vez que se destinaba un buque a esta tarea, y defendió una postura contraria a la capitulación en la junta del 10 de enero de 1874, en la que quedó aprobada esta idea impulsada por Roque Barcia ante unos sitiados desmoralizados por la voladura del Parque de Artillería.
Manuel Cárceles, al igual que todos aquellos que hubieran sido miembros de la Junta Revolucionaria, quedó excluido del indulto prometido por el general sitiador José López Domínguez, de modo que para evitar su captura se embarcó en la Numancia y, junto a otras 1635 personas, se encaminó al exilio en Orán tras romper el bloqueo sostenido por la flota gubernamental.

### Vida posterior
En la relativa seguridad de la Argelia francesa, las actividades de Manuel Cárceles y otros líderes cantonales fueron seguidas de cerca por el consulado español en Orán, que en 1874 notificó que había cursado una solicitud de pasaporte para Suiza. Al cabo de unos años pudo comprobar lo fundado de sus temores cuando se expatrió a bordo de la Numancia, pues en 1878 fue sentenciado in absentia a la pena de muerte por la Comisión Militar de Cartagena. A pesar de estar dictada una condena en firme, Cárceles se las arregló para regresar a España y ejercer su profesión de médico, llegando a contar con una consulta propia de renombre en Madrid cuando por fin fue indultado, más de treinta años después del veredicto.
El médico permaneció vinculado al Partido Republicano Federal, si bien no volvió a tomar parte en la política activa más que una vez en 1913, cuando fue candidato a concejal de Buenavista por la Conjunción Republicano-Socialista en las elecciones municipales de Madrid. Exceptuando esa ocasión, encontró un sustitutivo a la vida pública en la escritura, editando un tratado sobre el juego de las damas en 1904 y un libro de poesía en 1915. Se mantuvo sin embargo espectador sobre el tratamiento que daba la prensa a la experiencia cantonal y a su particular participación, y entre 1914 y 1920 sostuvo correspondencia acerca de este asunto con el historiador Antonio Puig Campillo, quien estaba recabando información para su libro El cantón murciano (1932). En aquellas cartas justifica su actuación y se muestra crítico con las memorias de la rebelión que han escrito algunos de sus intervinientes, como el capitán Eduardo García Alcántara o el comunero francés Joseph Lucien Combatz.

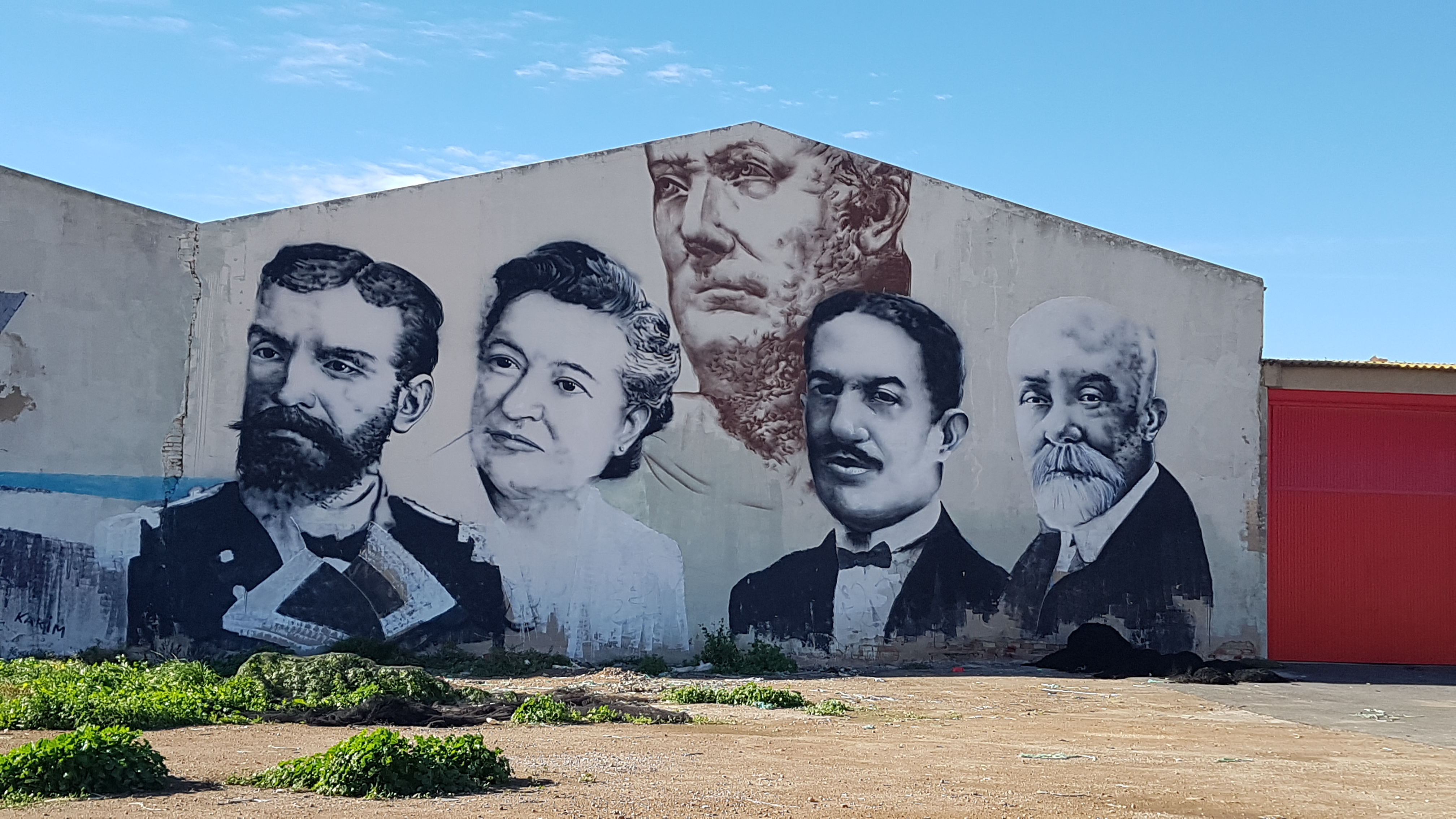
Cárceles –primero desde la derecha– en un mural en Cartagena junto a Isaac Peral, Carmen Conde, Aníbal y Alfonso Torres López.

Aún viviría lo suficiente Cárceles como para ver fundada la Segunda República en 1931. Meses después de su proclamación, el Ayuntamiento de Cartagena le organizó una visita a la ciudad desde Madrid, durante la cual fue agasajado por las autoridades y círculos republicanos locales. En aquel entonces, todavía obraban en su poder los troqueles originales con que habían sido acuñados los duros cantonales en 1873.
En 1933 falleció, y como homenaje a su persona se renombró la calle Rey Francisco del barrio madrileño de Argüelles como «Doctor Cárceles», si bien esta denominación no sobrevivió a la etapa republicana.

## Cultura popular
A causa de su significación en los sucesos cantonalistas, Cárceles hace aparición en las novelas históricas De Cartago a Sagunto (1911) de Benito Pérez Galdós, y Míster Witt en el cantón (1935) de Ramón J. Sender. En la primera distingue el hispanista británico Geoffrey Ribbans una caracterización más positiva del personaje, que achaca a sus dotes organizativas.

## Obras
- Historias de clínica de obstetricia y enfermedades de mujeres y niños revisadas por el doctor don José González Olivares, y publicadas por Manuel Cárceles Sabater. Madrid: Imprenta y Estereotipia de Álvarez Hermanos. 1878.
- Tratado del juego de damas. Madrid: Establecimiento Tipográfico Sucesores de Rivadeneyra. 1904.
- Ilusiones y realidades. Madrid: Establecimiento Tipográfico Sucesores de Rivadeneyra. 1915.